# Салас, Франклин
Франклин Агустин Салас Нарваэс (исп. Franklin Agustín Salas Narváez; род. 30 августа 1981, Санто-Доминго) — эквадорский футболист, выступавший на позициях полузащитника и нападающего.

## Биография
Начал карьеру в ЛДУ, чьим воспитанником является, в 2000 году. В 2001 году выиграл с ЛДУ второй дивизион чемпионата Эквадора, куда клуб сенсационно вылетел за год до этого.
Выиграл с ЛДУ два чемпионата страны в 2003 и 2005 годах. Салас не поехал на чемпионат мира 2006 лишь из-за серьёзной травмы колена, хотя до этого игрок стабильно вызывался в национальную команду.
В сезоне 2007/08 выступал за белградскую «Црвену Звезду», однако провёл лишь 4 матча в чемпионате Сербии, после чего вернулся в ЛДУ.
Салас стал частью команды, выигравшей в 2008 году Кубок Либертадорес впервые в истории эквадорского футбола. Франклин провёл шесть матчей в турнире.
В 2009 году Салас завоевал Рекопу, а в конце года помог своей команде выйти в финал Южноамериканского кубка. В первом финальном матче этого турнира против Флуминенсе ЛДУ одержал сокрушительную победу над бразильским «Флуминенсе» 5:1, причём один из голов забил вышедший на замену Салас.

## Титулы
- Чемпион Эквадора (2): 2001, 2003, Ап. 2005, 2007
- Чемпион Эквадора в Серии B (2): 2001, 2013
- Обладатель Кубка Либертадорес (1): 2008
- Обладатель Южноамериканского кубка (1): 2009
- Обладатель Рекопы (1): 2009